# Presse Non-Stop
Presse Non-Stop est le groupe de presse fondé par d'anciens journalistes du magazine de jeux vidéo Joystick. La structure actionnariale se base sur cinq personnes physiques qui étaient toutes journalistes, et deux autres personnes : Jérôme Darnaudet, Ivan Gaudé, Pascal Hendrickx, Olivier Peron, Michael Sarfati et Domisys et Gandi, qui n'ont jamais perçu de dividendes.

## Histoire
En 2003, une partie de la rédaction du magazine Joystick démissionne à la suite du rachat du titre par le groupe Future France (alors détenu par Hachette Filipacchi Médias). Ils fonderont rapidement la société Presse Non-Stop pour éditer un nouveau magazine Canard PC.
Depuis 2012, la société édite en plus de la version papier des éditions numériques de Canard PC et Canard PC Hardware.
En 2014, souhaitant diversifier son offre et en s'inspirant du magazine Wired, le magazine Humanoïde, consacré à « l'impact de la révolution numérique dans nos vies », est lancé avec un rythme de parution trimestriel. Ivan Gaudé annonce le 14 septembre 2015 la fin de la parution du magazine, celui-ci n'étant pas rentable a court terme et la société ne voulait pas voir la qualité du magazine baisser par souci de rentabilité, il a donc été décidé d’arrêter la publication.
Le 6 janvier 2025, Presse Non-Stop cesse toute activité sur X, dénonçant un réseau social devenu « hostile aux médias par principe » et « promouv[ant] les personnalités et opinions d’extrême droite au détriment de toutes les autres », depuis son rachat par Elon Musk fin 2022. Le groupe incite à le retrouver sur d’autres plateformes, comme Bluesky et Mastodon.

## Publications
Presse Non-Stop édite aujourd'hui plusieurs titres consacrés aux jeux vidéo et au matériel informatique. Par le passé, Presse Non-Stop a également publié un magazine traitant de la société numérique.

## Titres édités

### Magazines de jeux vidéo
- Canard PC
- Canard PC Hardware

### Presse high-tech
- Humanoïde (arrêté en 2015)

## Livres édités
- STRIPS, les dessous slips de Canard PC (Didier Couly)
- L'encyclopédie du jeu vidéo de Canard PC (Ambroise Garel, Sébastien Rio, Pierre-Alexandre Rouillon, Didier Couly)
- Call of Duty : les coulisses d'une usine à succès: Débauchage, espionnage et traîtrise (Sébastien Delahaye, Ivan Gaudé, Didier Couly)
- Fallout : les Mutations d'une saga (Théo Dezalay)
- Sonia Jensen, Vingt ans de Canard PC, Presse Non-Stop, juin 2024 (ISBN 979-10-92300-03-1), p. 130.